# Beurys Lake, Pennsylvania
Beurys Lake, Pennsylvania (енгл. Beurys Lake) насељено је место без административног статуса у америчкој савезној држави Пенсилванија.

## Демографија
По попису из 2010. године број становника је 124, што је 9 (-6,8%) становника мање него 2000. године.
| Група             | 2000.        | 2010.       |
| Белци             | 133 (100,0%) | 123 (99,2%) |
| Афроамериканци    | 0 (0,0%)     | 0 (0,0%)    |
| Азијати           | 0 (0,0%)     | 0 (0,0%)    |
| Хиспаноамериканци | 0 (0,0%)     | 1 (0,8%)    |
| Укупно            | 133          | 124         |